# Liste des municipalités du Nuevo León

Armoiries de l'État de Nuevo León

L'État de Nuevo León est divisé en 51 municipalités. La capitale est Monterrey.

## Liste des municipalités et des codes INEGI associés
Le code INEGI complet de la municipalité comprend le code de l'État - 19 - suivi du code de la municipalité. Exemple : Monterrey = 19039. Chaque municipalité comprend plusieurs localités. Ainsi, pour le chef-lieu de la municipalité de Monterrey, la ville de Monterrey : 190390001.

État de Nuevo León

Municipalités du Nuevo León

| Code INEGI | Municipalité             | Chef-lieu de la municipalité | Date de création | Population (2010) | Superficie (km²) |
| ---------- | ------------------------ | ---------------------------- | ---------------- | ----------------- | ---------------- |
| 001        | Abasolo                  | Abasolo                      | 1825             | 2 791             | 47,45            |
| 002        | Agualeguas               | Agualeguas                   | 1825             | 3 443             | 978,99           |
| 003        | Los Aldamas              | Los Aldamas                  | 1825             | 1 374             | 696,75           |
| 004        | Allende                  | Allende                      | 1850             | 32 593            | 190,52           |
| 005        | Anáhuac                  | Anáhuac                      | 1934             | 18 480            | 4572,87          |
| 006        | Apodaca                  | Ciudad Apodaca               | 1851             | 523 370           | 238,03           |
| 007        | Aramberri                | Aramberri                    | 1877             | 15 470            | 2664,80          |
| 008        | Bustamante               | Bustamante                   | 1832             | 3 773             | 465,62           |
| 009        | Cadereyta Jiménez        | Cadereyta Jiménez            | 1825             | 86 445            | 1140,97          |
| 010        | Carmen                   | Carmen                       | 1852             | 16 092            | 102,38           |
| 011        | Cerralvo                 | Ciudad Cerralvo              | 1825             | 7 855             | 1006,89          |
| 012        | Ciénega de Flores        | Ciénega de Flores            | 1863             | 24 526            | 146,56           |
| 013        | China                    | China                        | 1825             | 10 864            | 4292,05          |
| 014        | Doctor Arroyo            | Doctor Arroyo                | 1851             | 35 445            | 5091,18          |
| 015        | Doctor Coss              | Doctor Coss                  | 1882             | 1 716             | 720,74           |
| 016        | Doctor González          | Doctor González              | 1883             | 3 345             | 615,78           |
| 017        | Galeana                  | Galeana                      | 1877             | 39 991            | 7010,79          |
| 018        | García                   | García                       | 1851             | 143 668           | 1040,01          |
| 019        | San Pedro Garza García   | San Pedro Garza García       | 1883             | 122 659           | 72,01            |
| 020        | General Bravo            | General Bravo                | 1868             | 5 527             | 1894,80          |
| 021        | General Escobedo         | Ciudad General Escobedo      | 1868             | 357 937           | 151,27           |
| 022        | General Terán            | Ciudad General Terán         | 1851             | 14 437            | 2479,16          |
| 023        | General Treviño          | General Treviño              | 1868             | 1 277             | 388,05           |
| 024        | General Zaragoza         | General Zaragoza             | 1866             | 5 942             | 1314,52          |
| 025        | General Zuazua           | General Zuazua               | 1863             | 55 213            | 184,87           |
| 026        | Guadalupe                | Guadalupe                    | 1825             | 678 006           | 117,79           |
| 027        | Los Herreras             | Los Herreras                 | 1874             | 2 030             | 497,27           |
| 028        | Higueras                 | Higueras (Nuevo León)        | 1863             | 1 594             | 444,11           |
| 029        | Hualahuises              | Hualahuises                  | 1828             | 6 914             | 127,80           |
| 030        | Iturbide                 | Iturbide                     | 1850             | 3 558             | 561,88           |
| 031        | Juárez                   | Ciudad Benito Juárez         | 1868             | 266 970           | 247,00           |
| 032        | Lampazos de Naranjo      | Lampazos de Naranjo          | 1877             | 5 349             | 3428,68          |
| 033        | Linares                  | Linares                      | 1825             | 78 669            | 2539,67          |
| 034        | Marín                    | Marín                        | 1825             | 5 488             | 264,23           |
| 035        | Melchor Ocampo           | Melchor Ocampo               | 1948             | 862               | 207,92           |
| 036        | Mier y Noriega           | Mier y Noriega               | 1851             | 7 095             | 1006,78          |
| 037        | Mina                     | Mina                         | 1851             | 5 447             | 3872,26          |
| 038        | Montemorelos             | Montemorelos                 | 1825             | 59 113            | 1869,30          |
| 039        | Monterrey                | Monterrey                    | 1825             | 1 135 550         | 323,60           |
| 040        | Parás                    | Parás                        | 1851             | 1 034             | 1172,66          |
| 041        | Pesquería                | Pesquería                    | 1844             | 20 843            | 308,89           |
| 042        | Los Ramones              | Los Ramones                  | 1915             | 5 359             | 1341,58          |
| 043        | Rayones                  | Rayones                      | 1851             | 2 628             | 673,76           |
| 044        | Sabinas Hidalgo          | Ciudad Sabinas Hidalgo       | 1825             | 34 671            | 1542,15          |
| 045        | Salinas Victoria         | Salinas Victoria             | 1825             | 32 660            | 1658,08          |
| 046        | San Nicolás de los Garza | San Nicolás de los Garza     | 1830             | 443 273           | 60,10            |
| 047        | Hidalgo                  | Hidalgo                      | 1828             | 16 604            | 170,12           |
| 048        | Santa Catarina           | Ciudad Santa Catarina        | 1825             | 268 955           | 885,01           |
| 049        | Santiago                 | Santiago                     | 1831             | 40 469            | 746,48           |
| 050        | Vallecillo               | Vallecillo                   | 1825             | 1 971             | 1766,28          |
| 051        | Villaldama               | Ciudad de Villaldama         | 1828             | 4 113             | 879,68           |